# Lepidocyrtus aho
Lepidocyrtus aho är en urinsektsart som beskrevs av Christiansen och Bellinger 1992. Lepidocyrtus aho ingår i släktet Lepidocyrtus och familjen brokhoppstjärtar. Inga underarter finns listade i Catalogue of Life.